# Liên họ Đớp ruồi
Liên họ Đớp ruồi (danh pháp khoa học: Muscicapoidea) là một liên họ thuộc phân bộ Passeri, bao gồm các loài chim đớp ruồi, hoét, sáo và các loài khác. Liên họ này hiện có khoảng 670 loài.

## Phân loại học
Năm 2019, Carl Oliveros và các đồng nghiệp công bố nghiên cứu phát sinh chủng loại phân tử của liên họ Đớp ruồi, gồm 7 họ.

|  | Muscicapidae – Họ Đớp ruồi (332 loài) |
|  |                                       |
|  | Turdidae – Họ Hoét (172 loài)         |
|  |                                       |

|  | Buphagidae (2 loài)                                                                 |
|  |                                                                                     |
|  | \| \| Sturnidae – Họ Sáo (123 loài) \| \| \| \| \| \| Mimidae (34 loài) \| \| \| \| |
|  |                                                                                     |
|  | Sturnidae – Họ Sáo (123 loài)                                                       |
|  |                                                                                     |
|  | Mimidae (34 loài)                                                                   |
|  |                                                                                     |

|  | Sturnidae – Họ Sáo (123 loài) |
|  |                               |
|  | Mimidae (34 loài)             |
|  |                               |

|  | Muscicapidae – Họ Đớp ruồi (332 loài) |
|  |                                       |
|  | Turdidae – Họ Hoét (172 loài)         |
|  |                                       |

|  | Buphagidae (2 loài)                                                                 |
|  |                                                                                     |
|  | \| \| Sturnidae – Họ Sáo (123 loài) \| \| \| \| \| \| Mimidae (34 loài) \| \| \| \| |
|  |                                                                                     |
|  | Sturnidae – Họ Sáo (123 loài)                                                       |
|  |                                                                                     |
|  | Mimidae (34 loài)                                                                   |
|  |                                                                                     |

|  | Sturnidae – Họ Sáo (123 loài) |
|  |                               |
|  | Mimidae (34 loài)             |
|  |                               |

|  | Muscicapidae – Họ Đớp ruồi (332 loài) |
|  |                                       |
|  | Turdidae – Họ Hoét (172 loài)         |
|  |                                       |

|  | Buphagidae (2 loài)                                                                 |
|  |                                                                                     |
|  | \| \| Sturnidae – Họ Sáo (123 loài) \| \| \| \| \| \| Mimidae (34 loài) \| \| \| \| |
|  |                                                                                     |
|  | Sturnidae – Họ Sáo (123 loài)                                                       |
|  |                                                                                     |
|  | Mimidae (34 loài)                                                                   |
|  |                                                                                     |

|  | Sturnidae – Họ Sáo (123 loài) |
|  |                               |
|  | Mimidae (34 loài)             |
|  |                               |

|  | Muscicapidae – Họ Đớp ruồi (332 loài) |
|  |                                       |
|  | Turdidae – Họ Hoét (172 loài)         |
|  |                                       |

|  | Buphagidae (2 loài)                                                                 |
|  |                                                                                     |
|  | \| \| Sturnidae – Họ Sáo (123 loài) \| \| \| \| \| \| Mimidae (34 loài) \| \| \| \| |
|  |                                                                                     |
|  | Sturnidae – Họ Sáo (123 loài)                                                       |
|  |                                                                                     |
|  | Mimidae (34 loài)                                                                   |
|  |                                                                                     |

|  | Sturnidae – Họ Sáo (123 loài) |
|  |                               |
|  | Mimidae (34 loài)             |
|  |                               |

|  | Muscicapidae – Họ Đớp ruồi (332 loài) |
|  |                                       |
|  | Turdidae – Họ Hoét (172 loài)         |
|  |                                       |

|  | Buphagidae (2 loài)                                                                 |
|  |                                                                                     |
|  | \| \| Sturnidae – Họ Sáo (123 loài) \| \| \| \| \| \| Mimidae (34 loài) \| \| \| \| |
|  |                                                                                     |
|  | Sturnidae – Họ Sáo (123 loài)                                                       |
|  |                                                                                     |
|  | Mimidae (34 loài)                                                                   |
|  |                                                                                     |

|  | Sturnidae – Họ Sáo (123 loài) |
|  |                               |
|  | Mimidae (34 loài)             |
|  |                               |

|  | Muscicapidae – Họ Đớp ruồi (332 loài) |
|  |                                       |
|  | Turdidae – Họ Hoét (172 loài)         |
|  |                                       |

|  | Buphagidae (2 loài)                                                                 |
|  |                                                                                     |
|  | \| \| Sturnidae – Họ Sáo (123 loài) \| \| \| \| \| \| Mimidae (34 loài) \| \| \| \| |
|  |                                                                                     |
|  | Sturnidae – Họ Sáo (123 loài)                                                       |
|  |                                                                                     |
|  | Mimidae (34 loài)                                                                   |
|  |                                                                                     |

|  | Sturnidae – Họ Sáo (123 loài) |
|  |                               |
|  | Mimidae (34 loài)             |
|  |                               |

|  | Muscicapidae – Họ Đớp ruồi (332 loài) |
|  |                                       |
|  | Turdidae – Họ Hoét (172 loài)         |
|  |                                       |

|  | Buphagidae (2 loài)                                                                 |
|  |                                                                                     |
|  | \| \| Sturnidae – Họ Sáo (123 loài) \| \| \| \| \| \| Mimidae (34 loài) \| \| \| \| |
|  |                                                                                     |
|  | Sturnidae – Họ Sáo (123 loài)                                                       |
|  |                                                                                     |
|  | Mimidae (34 loài)                                                                   |
|  |                                                                                     |

|  | Sturnidae – Họ Sáo (123 loài) |
|  |                               |
|  | Mimidae (34 loài)             |
|  |                               |

|  | Muscicapidae – Họ Đớp ruồi (332 loài) |
|  |                                       |
|  | Turdidae – Họ Hoét (172 loài)         |
|  |                                       |

|  | Buphagidae (2 loài)                                                                 |
|  |                                                                                     |
|  | \| \| Sturnidae – Họ Sáo (123 loài) \| \| \| \| \| \| Mimidae (34 loài) \| \| \| \| |
|  |                                                                                     |
|  | Sturnidae – Họ Sáo (123 loài)                                                       |
|  |                                                                                     |
|  | Mimidae (34 loài)                                                                   |
|  |                                                                                     |

|  | Sturnidae – Họ Sáo (123 loài) |
|  |                               |
|  | Mimidae (34 loài)             |
|  |                               |

|  | Muscicapidae – Họ Đớp ruồi (332 loài) |
|  |                                       |
|  | Turdidae – Họ Hoét (172 loài)         |
|  |                                       |

|  | Buphagidae (2 loài)                                                                 |
|  |                                                                                     |
|  | \| \| Sturnidae – Họ Sáo (123 loài) \| \| \| \| \| \| Mimidae (34 loài) \| \| \| \| |
|  |                                                                                     |
|  | Sturnidae – Họ Sáo (123 loài)                                                       |
|  |                                                                                     |
|  | Mimidae (34 loài)                                                                   |
|  |                                                                                     |

|  | Sturnidae – Họ Sáo (123 loài) |
|  |                               |
|  | Mimidae (34 loài)             |
|  |                               |

|  | Muscicapidae – Họ Đớp ruồi (332 loài) |
|  |                                       |
|  | Turdidae – Họ Hoét (172 loài)         |
|  |                                       |

|  | Buphagidae (2 loài)                                                                 |
|  |                                                                                     |
|  | \| \| Sturnidae – Họ Sáo (123 loài) \| \| \| \| \| \| Mimidae (34 loài) \| \| \| \| |
|  |                                                                                     |
|  | Sturnidae – Họ Sáo (123 loài)                                                       |
|  |                                                                                     |
|  | Mimidae (34 loài)                                                                   |
|  |                                                                                     |

|  | Sturnidae – Họ Sáo (123 loài) |
|  |                               |
|  | Mimidae (34 loài)             |
|  |                               |

|  | Muscicapidae – Họ Đớp ruồi (332 loài) |
|  |                                       |
|  | Turdidae – Họ Hoét (172 loài)         |
|  |                                       |

|  | Buphagidae (2 loài)                                                                 |
|  |                                                                                     |
|  | \| \| Sturnidae – Họ Sáo (123 loài) \| \| \| \| \| \| Mimidae (34 loài) \| \| \| \| |
|  |                                                                                     |
|  | Sturnidae – Họ Sáo (123 loài)                                                       |
|  |                                                                                     |
|  | Mimidae (34 loài)                                                                   |
|  |                                                                                     |

|  | Sturnidae – Họ Sáo (123 loài) |
|  |                               |
|  | Mimidae (34 loài)             |
|  |                               |

|  | Muscicapidae – Họ Đớp ruồi (332 loài) |
|  |                                       |
|  | Turdidae – Họ Hoét (172 loài)         |
|  |                                       |

|  | Buphagidae (2 loài)                                                                 |
|  |                                                                                     |
|  | \| \| Sturnidae – Họ Sáo (123 loài) \| \| \| \| \| \| Mimidae (34 loài) \| \| \| \| |
|  |                                                                                     |
|  | Sturnidae – Họ Sáo (123 loài)                                                       |
|  |                                                                                     |
|  | Mimidae (34 loài)                                                                   |
|  |                                                                                     |

|  | Sturnidae – Họ Sáo (123 loài) |
|  |                               |
|  | Mimidae (34 loài)             |
|  |                               |

|  | Muscicapidae – Họ Đớp ruồi (332 loài) |
|  |                                       |
|  | Turdidae – Họ Hoét (172 loài)         |
|  |                                       |

|  | Buphagidae (2 loài)                                                                 |
|  |                                                                                     |
|  | \| \| Sturnidae – Họ Sáo (123 loài) \| \| \| \| \| \| Mimidae (34 loài) \| \| \| \| |
|  |                                                                                     |
|  | Sturnidae – Họ Sáo (123 loài)                                                       |
|  |                                                                                     |
|  | Mimidae (34 loài)                                                                   |
|  |                                                                                     |

|  | Sturnidae – Họ Sáo (123 loài) |
|  |                               |
|  | Mimidae (34 loài)             |
|  |                               |

|  | Muscicapidae – Họ Đớp ruồi (332 loài) |
|  |                                       |
|  | Turdidae – Họ Hoét (172 loài)         |
|  |                                       |

|  | Buphagidae (2 loài)                                                                 |
|  |                                                                                     |
|  | \| \| Sturnidae – Họ Sáo (123 loài) \| \| \| \| \| \| Mimidae (34 loài) \| \| \| \| |
|  |                                                                                     |
|  | Sturnidae – Họ Sáo (123 loài)                                                       |
|  |                                                                                     |
|  | Mimidae (34 loài)                                                                   |
|  |                                                                                     |

|  | Sturnidae – Họ Sáo (123 loài) |
|  |                               |
|  | Mimidae (34 loài)             |
|  |                               |

|  | Muscicapidae – Họ Đớp ruồi (332 loài) |
|  |                                       |
|  | Turdidae – Họ Hoét (172 loài)         |
|  |                                       |

|  | Buphagidae (2 loài)                                                                 |
|  |                                                                                     |
|  | \| \| Sturnidae – Họ Sáo (123 loài) \| \| \| \| \| \| Mimidae (34 loài) \| \| \| \| |
|  |                                                                                     |
|  | Sturnidae – Họ Sáo (123 loài)                                                       |
|  |                                                                                     |
|  | Mimidae (34 loài)                                                                   |
|  |                                                                                     |

|  | Sturnidae – Họ Sáo (123 loài) |
|  |                               |
|  | Mimidae (34 loài)             |
|  |                               |

|  | Muscicapidae – Họ Đớp ruồi (332 loài) |
|  |                                       |
|  | Turdidae – Họ Hoét (172 loài)         |
|  |                                       |

|  | Buphagidae (2 loài)                                                                 |
|  |                                                                                     |
|  | \| \| Sturnidae – Họ Sáo (123 loài) \| \| \| \| \| \| Mimidae (34 loài) \| \| \| \| |
|  |                                                                                     |
|  | Sturnidae – Họ Sáo (123 loài)                                                       |
|  |                                                                                     |
|  | Mimidae (34 loài)                                                                   |
|  |                                                                                     |

|  | Sturnidae – Họ Sáo (123 loài) |
|  |                               |
|  | Mimidae (34 loài)             |
|  |                               |